# Ferdinand Guérin
Ferdinand Guérin (París, 1900 - Barcelona, 4 de setembre de 1970), conegut també com a Fernando Guérin Dumont, fou un violinista francès. El seu fons es conserva a la Biblioteca de Catalunya.
Inicià els estudis musicals amb el seu pare, Alphonse Guérin. El 1910 ingressà al Conservatori de París i el 1912 a la Schola Cantorum, on fou deixeble de Martin-Pierre Marsick, Narcisse-Augustin Lefort i Armand Parent. Ben aviat feu concerts i sessions privades a França i Espanya. Visqué a París fins al 1917 i posteriorment fixà la seva residència a Barcelona.
El 1926 fundà el Quartet Ibèric, del qual també formaren part Josep Doncel, Gracià Tarragó i Ferran Pérez Prió, substituït més tard aquest darrer per Mario Vergé. Als anys 40 formà part del Quinteto Gálvez, junt amb Gracià Tarragó, Josep Trotta, Salvador Prió i Rafael Gálvez. També fou membre del Trío Suñé, format juntament amb Juan Armengol i José Suñé Tomás. Exercí de professor a l'Acadèmia Longás i a l'Acadèmia Ardévol. El 1927 fou nomenat professor de violí del Conservatori del Liceu, on, a més, dirigí la classe de música de cambra. Actuà com a violí solista a l'Orquestra Pau Casals el 1926 i 1928, així com a l'Orquestra del Gran Teatre del Liceu, l'Orquestra Ardèvol i l'Orquestra Filharmònica de Barcelona, on fou sol·licitat pel seu director, el mestre Joan Manén. Tingué dos fills, Joaquim i Manuel, també violinistes. Joaquim Guérin formà part del quartet de corda “Ars Nova” i del Quartet Clàssic Català, essent també lutier.